# رساله نیروزیه
نیروزیه نام رساله‌ای از ابن‌سینا در تفسیر قرآن است که ابن سینا در آن بر اساس اصول فلسفی خود و نیز بر اساس حساب جمل، تلاش می‌کند تا حروف مقطعه قرآنی را تفسیر کند. ابن‌سینا در ابتدای رساله خود ذکر می‌کند که این رساله را به رسم هدیه نوروزی به شخصی با لقب «الشیخ الأمیر» تألیف کرده است. نام این شخص در نگاه اول با هیچ‌کدام از اطرافیان و معاصران ابن‌سینا انطباق کامل ندارد. از این‌رو پژوهش در هویت این شخص از جنبه‌های مهم این اثر است. از جمله ابعاد دیگر پژوهش در این اثر، تحقیق در روش ابن‌سینا در تفسیر حروف مقطعه و ارتباط آن با سایر آثار ابن‌سینا است.

## اهداف ابن سینا در رساله نیروزیه
ابن سینا سعی کرده است در این رساله افکار فلسفه یونانی را با اصول حکمت شرقی و برخی علوم اسلامی که پایه و اساس آن در قرآن کریم است و کاملاً مربوط به زبان عربی است تلفیق دهد. علاوه‌براین با به‌کارگیری تشبیهات و تمثیلات الفباشی کوشیده است تا معلوم سازد چگونه همه چیز از مبدأ واحد سرچشمه گرفته و به آن بازمی‌گردد. وانگهی انطباق بین موجودات جهانی و حروف الفبای زبان عربی که زبان وحی اسلامی است زمینه‌ای است برای تحقیق دربارهٔ پدیده‌های جهان طبیعت به عنوان «حروف قرآن تکوینی» که در مقابل «قرآن تدوینی» قرار گرفته است، به این معنی که هر پدیده‌ای در این جهان آیه و نشانه‌ای است که برای درک معنی باطنی آن باید به روش تأویل متوسل شد و همه علوم جهان‌شناسی را می‌توان «تأویلی از متن جهانی» خواند.

## بخش‌ها
این رساله در سه بخش تنظیم گردیده است که عبارتند از:
1. ترتیب موجودات و بیان خاصیت هر یک از مراتب آن‌ها.
2. بیان چگونگی دلالت هر یک از حروف بر آن مراتب.
3. غرض.

در بخش اول به مبدعیت واجب الوجود پرداخته و ذات واجبی را تبیین می‌کند و آن را وجود محض، حق محض، خیر محض، علم محض، قدرت محض، و حیات محض معرفی می‌نماید و اولین پدیده واجب را عالم عقل می‌داند، سپس عالم عقل را معرفی کرده و به عالم نفس می‌رسد و بعد از تبیین آن، عالم طبیعیات را تشریح می‌کند. در فصل دوم، کیفیت دلالت حروف را بر آن مراتب به صورت‌های گوناگون مورد بررسی قرار می‌دهد و در فصل سوم، نتیجه مباحث را تا این‌جا بیان می‌کند که در واقع غرض این رساله نیز می‌باشد.